# ایندریا
ایندریا (انگلیسی: Indriya)،
آتمان ناظر خودآگاهی (ahamkarah) و حواس (Indriya) و تماس حواس با موضوعات ادراک است.

## طبقه‌بندی پنج حس ایندریا
طبقه‌بندی پنج حس ایندریا و چیزهای مرتبط با آنها «اَرتا» artha در مکتب نیایا «Nyaya»، همانند مکتب وی شیشکاست. بنا بر نیانا، قدرت‌های حسی عبارتند از: بینی (گرانا)، زبان (راسانا)، چشم (چاکوشا)، پوست (تواک)، و گوش (شروترا).

## ایندیراجایا
ایندیراجایا (Indriya Jaya) یادگیری کنترل روان و حواس توسط یوگی.
با تمرکز عمیق سامیاما سامادهی (Samyama Samanid) روی جنانِندرییانی (Jnanendriyani حواس)، خصیصه‌های آنها، نفس، علت غایی سه گونا (ساتتوا، راجاها و تاماس‌ها) و نیروی در کنترل داشتن قید وابستگی و نیز نیروی رهاییش از این قید، یوگی به نیرویی می‌رسد که اینرییانی (Indriyani) را کنترل کند.

## حس مشترک
«وی شیشکا سوترا» در تعریف حس مشترک می‌گوید: وجود یا عدم شناخت (bhava-abhava)، هنگام تماس روح با حواس و اشیاء (atmendriyartha-samnikarsa)، از جمله خصائص حس مشترک است.